# ダーク・エージェント
ダークエージェント（DARK AGENT）は、日本のプロレス団体であるプロレスリング・ノアで活動したプロレスラーのユニット。略称はD.A.。別名「闇の代理人」。

## 概要
伸び悩むノアの中堅層に刺激を与えるために結成した組織であり、リーダーの齋藤彰俊は「怒り」を前面に押し出した活動をしたい腹であったが、四天王プロレスの流れを汲む当時のノアのスタイルの中で徹底的なヒールファイトは受け入れられない環境もあり、笑いをいれた行動で注目させて、根底の部分では目標を達成する事に結び付ける部分があり表面上とは違う本質があるユニット。
当初はスターネスに加入し、秋山準とのタッグでGHCタッグ王座を獲得するなど活躍していた齋藤彰俊だったが、2004年7月にスターネスを脱退。その後、中堅選手であり日の目を見ていなかった井上雅央とタッグチームを結成、直後に高校の後輩にあたる杉浦貴が加わり、新チーム結成に至った。同年9月、日本武道館で三沢光晴・小川良成の持つGHCタッグ王座に斎藤と井上のコンビで挑戦することを表明した。
この新軍団に関し、プロレスリング・ノア中継の試合後のインタビューで斎藤は「チーム名はキャバクラ王（杉浦のこと）に任せる」という旨の発言をし、杉浦はチーム名称を番組で公募した。だが、送られてきたものは「いつもここまで」や「イブニング息子。」など、明らかにウケ狙いのものが大半を占め、齋藤が納得するものが無かった。その為、齋藤自身が闇の代理人となるという意味で「ダーク・エージェント」と命名。
D.A.は、ひたすら"闇"の布教に努めた。勢力も拡大していき、齋藤のかつての同志でもある越中詩郎や青柳政司、外国人選手のバイソン・スミスやザ・グラジエーターなどと協力関係も築いた。また田上明とカード編成上の都合で単発的にタッグを組んだときに、田上にD.A.のジャンパーを着用させ、杉浦が元田上の付き人であるから、田上はD.A.加入後杉浦の付き人から始めることなどを勝手に決め、田上は呆れて共闘や加入を拒絶した。杉浦はジュニアヘビー級戦線でスターネスの金丸義信と組んでGHCジュニアヘビー級タッグ王座を獲得したが、杉浦等D.A.から金丸への度重なる加入要請は必ず断られていた。
さらに、活動の一環に「小橋建太をD.A.に入れる」という無茶なものがあり、ダーク引越しセンターと銘打ったD.A.が、小橋そのものを梱包、「われもの注意」などのステッカーを小橋に貼る暴挙に出た。齋藤曰く「三沢社長に怒られるのを覚悟でやった」そうである。
その根底には小橋建太を怒らせ、GHC選手権では正攻法で戦う中で小橋建太の怖さを引き出す狙いがあった。
他にも会場ロビーに「打悪（ダーク）神社」というミニ神社を建立するなどの話題を作った。
川畑輝鎮がD.A.にずっと入りたがっていたが、齋藤が認めなかったため、以後ストーカー行為をしていた。スターネス入りを狙っていた泉田純至との「スターネス、ダーク・エージェント加入マッチ」にも破れ、そのまま「見習い」「ダーク引越しセンター下請け業者」の立場で仮加入していたが、2006年1月、晴れて軍団入りとなった。
2006年、小橋建太が腎臓癌により長期欠場となり、保持していたGHCタッグ王座を返上したことに伴い、10月から王座決定トーナメントが開催される運びとなった。10月1日の「Autumn Navigation '06 -European Catch-」開幕戦で、突然齋藤はKENTAに対して、齋藤とタッグを結成してトーナメント出場するように要請し、タッグ結成が電撃的に決定した。KENTAへの要請について齋藤は「今まで普通に組んでいた奴と組んでも面白くない」「KENTAとは共通点がある」などと理由を語っている。この齋藤の行動を受けて、D.A.メンバーの杉浦も力皇猛と新タッグを結成してトーナメントにエントリーした。なお両チームとも王座は奪取できなかった。
これ以降、D.A.としての活動は縮小傾向となり、齋藤はKENTAと組むことが多くなり、川畑は志賀賢太郎とザ・パンパースを結成、杉浦は高山善廣とのタッグを経て丸藤正道とTEAM IKKOを結成、井上は田上等とタッグを組むようになる。2007年前半頃までは、時々D.A.メンバーがタッグを組むこともあったが、これはカード編成上の都合での組み合わせであるとみられ、チームとしての積極的な活動は行わずD.A.の名称も用いることも少なくなった。その後は自然消滅もしくは活動休止状態となっている（明確に解散や休止は宣言されていない）。
2007年終盤からは、齋藤とかつてD.A.の準メンバーだったバイソン・スミスが、2011年には同じくバイソンと井上雅央が正式にタッグチームを結成したが、いずれもD.A.のチーム名は名乗っていない。
2019年のグローバル・タッグリーグ戦に齋藤彰俊と井上雅央がタッグチームとして参戦。タッグチーム名を『ダークエージェント・リターンズ』とし、D.A.の名が復活した。

## 構成員
- 齋藤彰俊
- 井上雅央
- 杉浦貴
- 川畑輝鎮

準構成員
- バイソン・スミス

共闘選手
- 金丸義信 - 本来はスターネスのメンバー。GHCジュニアヘビー級タッグ王座獲得のために杉浦とタッグ結成。
- 越中詩郎
- 青柳政司
- ザ・グラジエーター

## 獲得王座
- GHCジュニアヘビー級タッグ王座（金丸義信&杉浦貴）